# İkiköprü, Beşiri
İkiköprü là một xã thuộc huyện Beşiri, tỉnh Batman, Thổ Nhĩ Kỳ. Dân số thời điểm năm 2011 là 3.314 người.